# Daubach (Westerwald)
Pour les articles homonymes, voir Daubach.
Daubach est une municipalité de la Verbandsgemeinde de Montabaur, dans l'arrondissement de Westerwald, en Rhénanie-Palatinat, dans l'ouest de l'Allemagne.